# Wurzbach
Wurzbach je priimek več oseb:
- Karel baron Wurzbach pl. Tannenberg, politik, kranjski deželni glavar
- Konstantin vitez Wurzbach pl. Tannenberg, bibliotekar in leksikograf